# 기전류

그림 1 – 기전류(rheobase)와 근육수축전류최소시간(chronaxie)은 흥분성 조직 자극에 대한 강도-시간 곡선에서 정의된 지점이다.

기전류(rheobase) 또는 기전압은 막 전위 흥분성의 척도이다. 신경과학에서 기전류는 활동 전위 또는 근육 수축과 같이 세포막의 탈분극 임계값에 도달하는 무한 지속 시간의 최소 전류 진폭이다. 그리스어에서 어근 rhe는 "전류 또는 흐름"으로 번역되고, basi는 "바닥 또는 기초"를 의미한다. 따라서 기전류는 활동 전위 또는 근육 수축을 생성하는 최소 전류이다.
기전류는 강도-지속 시간 관계의 맥락에서 가장 잘 이해될 수 있다(그림 1). 막이 자극될 수 있는 용이성은 두 가지 변수, 즉 자극의 강도와 자극이 적용되는 시간에 따라 달라진다. 이러한 변수는 반비례 관계에 있다. 즉, 적용된 전류의 강도가 증가함에 따라 일정한 효과를 유지하기 위해 막을 자극하는 데 필요한 시간이 감소한다(반대의 경우도 마찬가지). 수학적으로 기전류는 근육수축전류최소시간(chronaxie) 지속 기간 동안 적용해야 하는 전류의 절반에 해당하며, 이는 신경이 기전류 강도의 두 배로 자극될 때 반응을 이끌어내는 시간에 해당하는 강도-지속시간 상수이다.

## 측정

### 뉴런에서
뉴런에서 레오베이스는 하나의 활동 전위를 초래하는 무한 지속 기간의 가장 작은 주입 단계 전류로 정의된다. 실제로 레오베이스를 측정하는 데는 몇 가지 과제가 있다. 일반적인 프로토콜은 다양한 진폭의 전류를 주입하고 활동 전위가 생성되었는지 관찰한 다음 스파이킹 동작과 비스파이킹 동작 사이의 경계가 식별될 때까지 주입된 전류 크기를 더욱 구체화하는 것이다.
지속
무한한 시간을 기다릴 수 없기 때문에 한정된 시간 동안 시험 전류가 주입된다. 현재 지속 시간은 출판물마다 다르지만 0.1~5초 정도이다. 그러나 이는 또한 스파이크를 발생시키지 않은 주입된 전류가 지속 시간이 더 길면 스파이크를 초래할 수 있음을 의미한다. 이러한 이유로 세포의 레오베이스를 보고할 때 현재 기간을 지정해야 한다.

## 같이 보기
- 근육수축전류최소시간 (chronaxie, 크로낙시, 시치(時値))
- T세관
- 아세틸콜린 수용체 (콜린성 수용체)

- 니코틴성 아세틸콜린 수용체
- 무스카린성 아세틸콜린 수용체

- 알파운동뉴런